# Tacoma and Steilacoom Railway
| Trestle-Brücke über den Chambers Creek Straßenbahnwagen Nr. 62 an der Endstation |                      |                                             |                                             |
| Streckenlänge: | 30 km                |                                             |                                             |
| Spurweite: | 1435 mm (Normalspur) |                                             |                                             |
| |                      |                                             |                                             |
| \| \| 0 \| Tacoma Downtown \| Tacoma Downtown \| \| \| \| Heute: University Place \| \| \| \| \| Chambers Bay \| \| \| \| \| Steilacoom Lafayette Street, Bair Drugstore \| \| \| \| 19,3 \| Steilacoom 6th Avenue[3] \| Steilacoom 6th Avenue[3] \| |                      |                                             |                                             |
| Kopfbahnhof Streckenanfang (Strecke außer Betrieb) | 0                    | Tacoma Downtown                             | Tacoma Downtown                             |
| Haltepunkt / Haltestelle (Strecke außer Betrieb) |                      | Heute: University Place                     | Heute: University Place                     |
| Haltepunkt / Haltestelle (Strecke außer Betrieb) |                      | Chambers Bay                                | Chambers Bay                                |
| Haltepunkt / Haltestelle (Strecke außer Betrieb) |                      | Steilacoom Lafayette Street, Bair Drugstore | Steilacoom Lafayette Street, Bair Drugstore |
| Kopfbahnhof Streckenende (Strecke außer Betrieb) | 19,3                 | Steilacoom 6th Avenue                       | Steilacoom 6th Avenue                       |

Die Tacoma and Steilacoom Railway war angeblich die erste Interurban, d. h. die erste elektrische Überlandstraßenbahn, der Welt. Ihre 19,3 km lange Normalspur-Strecke führte vom Stadtzentrum von Tacoma zur 6th Avenue in Steilacoom.

## Geschichte
Die Tacoma and Steilacoom Railway Company wurde 1890 gegründet. Sie setzte auf der Strecke von Tacoma nach Steilacoom für den Personenverkehr anfangs Dampflokomotiven und später von Pferden gezogene Straßenbahnwagen ein. Nach einem Jahr wurde die Strecke durch Thompson-Houston elektrifiziert, woraufhin elektrische Straßenbahnwagen eingesetzt wurden. 1893 war sieben Wagen im Einsatz.
1891892 wurde die Tacoma and Steilacoom Railway von der Tacoma Railway and Motor Company übernommen. Diese Gesellschaft wurde 1899 von der Tacoma Railway and Power Company im Rahmen der Fusion aller Straßenbahnen in Tacoma übernommen.

## Streckenverlauf
Ursprünglich verlief die Bahnstrecke auf South 11th Street and K Street, über die 11th Street, Regents Park, Lemons Beach Line, entlang des heutigen Bridgeport Way und dann die Chambers Creek Road hinunter zur Lafayette Street. Die Strecke wurde in den späten 1920er Jahren verlegt, um das Washington State Hospital for the Insane (heute Western State Hospital) zu bedienen.